# Capazo

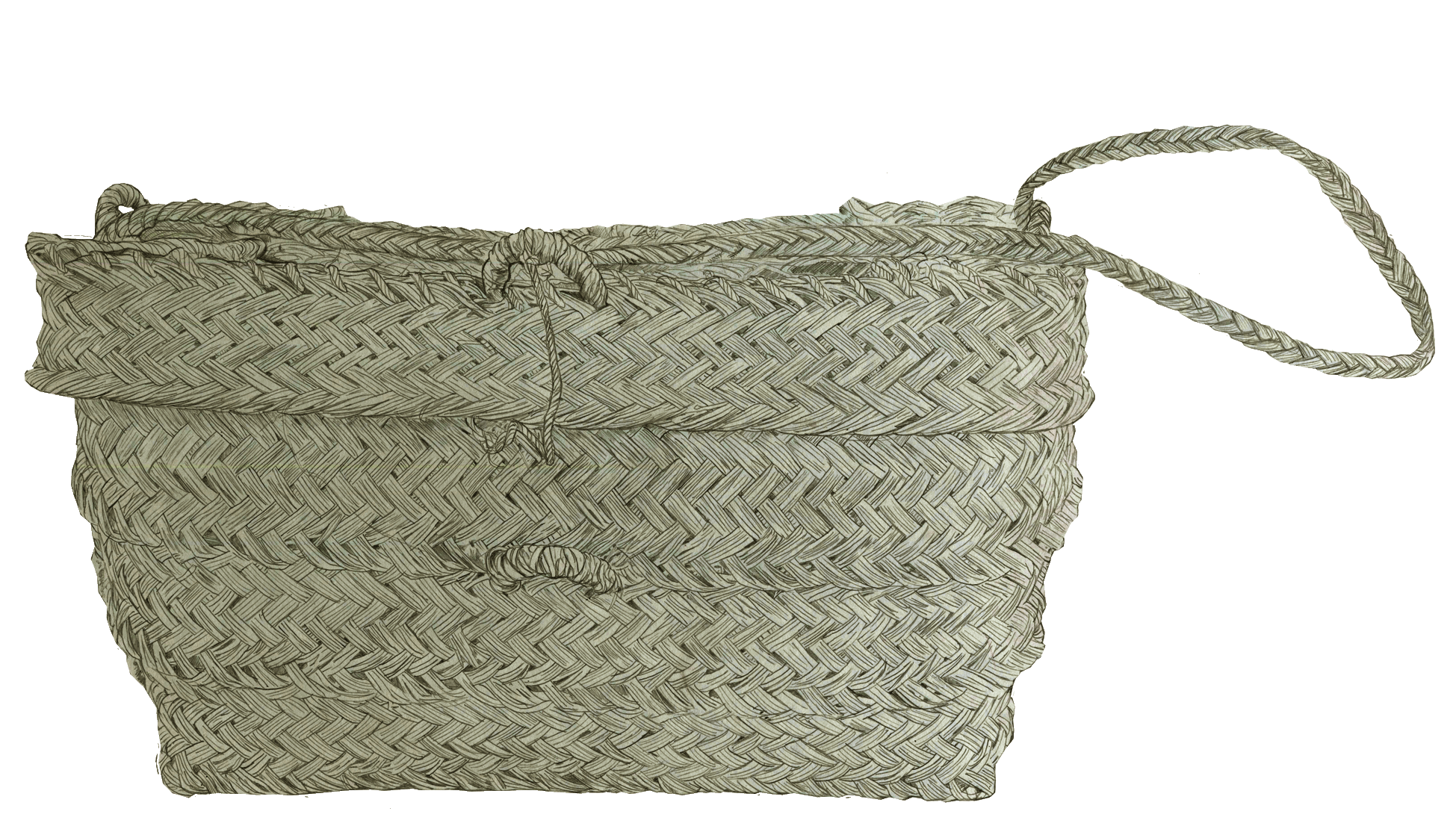
Un capazo de esparto

El  capazo   es un tipo de bolso, generalmente hecho de esparto entretejido o de hojas de plantas secas (hojas de palma), con dos asas (a veces de cuero), más ancho de boca que de abajo, casi tan alto como ancho de boca, que servía antiguamente para llevar todo tipo de cosas, para ir al mercado y cargarlo con productos alimentarios, fruta, hortalizas (verduras, tomates, etcétera) , productos del campo y víveres en general.
El término  capazo  tiene un origen muy antiguo provenzal-catalán, derivado del latín vulgar capacium, que significa cesta. Sirve también para recoger y transportar tierra, piedras, arena, cemento, basura, estiércol, etcétera.

## Tipos
Capazo de basurero: con la capacidad que tiene un capazo de ser empleado como recogedor, hasta aún los años cincuenta los basureros lo empleaban para recoger desechos del suelo.
Capazo para recoger estiércol: era un tipo especializado de capazo de basurero, el cual se empleaba para recoger el estiércol de las calles y las carreteras, que luego se empleaba como abono.

## Capazo de herramientas
Un capazo de herramientas era un capazo de esparto o palma, que hasta los años cincuenta todavía utilizaban los operarios a guisa de capazo de carpintero, capazo de fontanero, etcétera.